# Nicardipină
Nicardipina este un medicament din clasa blocantelor canalelor de calciu, fiind utilizat în tratamentul hipertensiunii arteriale și al anginei pectorale. Căile de administrare disponibile sunt intravenoasă și orală.
Molecula a fost patentată în 1973 și a fost aprobată pentru uz medical în anul 1981.

## Utilizări medicale
Nicardipina este utilizată în tratamentul hipertensiunii arteriale esențiale, în forme ușoare până la moderate, și în management-ul anginei pectorale cronice stabile.